# شش‌نوازی
شش‌نوازی، شش‌سرایی، شش‌تایی یا سکستت (به انگلیسی: sextet‏، به فرانسوی: Sextuor) در موسیقی به معنای یک گروه اجرایی برای شش خواننده یا اجرای سازی یا یک آهنگسازی برای شش صدا و شش ساز است.
فرهنگستان زبان و ادب فارسی برابرهای شش‌نوازی، شش‌سرایی و شش‌تایی را برای «سکستت» تصویب کرده‌است.

## سکستت در موسیقی جاز
در موسیقی جاز، سکستت شامل هر گروه از شش نوازنده است که معمولاً شامل یک مجموعه درام (درام بِیس، درام مارپیچ، های-هَت، و سنجِ راید)، کنترباس، یا باس الکتریک (گیتار بِیس)، پیانو، و ترکیب‌های مختلفِ سازها: گیتار، ترومپت، ساکسیفون، کلارینت، ترومبون.

## سکستت در موسیقی هِوی متال
در موسیقی هوی متال و موسیقی راک، سکستت به‌طور معمول شامل یک خوانندهٔ رهبر، دو گیتارنواز، یک نوازندهٔ گیتار بِیس، یک طبل‌زن، و یک کیبوردیست است، اما لزوماً به این ترکیب محدود نمی‌شود.